# John Digweed
John Digweed (Hastings, Anglia, 1967.január 1.) brit DJ, producer.

## Életrajz
Digweed karrierje már viszonylag korán elkezdődött, 15 évesen kezdett érdeklődni az akkoriban divathullámként végigsöprő acid house iránt. Ezek után megkezdődött karrierje mind DJ-ként, mind producerként. Egyik legfőbb munkássága a Bedrock névre hallgató kiadó megalapítása, amely olyan tehetségeknek adott lemezkiadási lehetőséget mint például Danny Howells vagy Jimmy Van M.
Leghíresebb partysorozatai voltak a Renaissance, a Northern Exposure vagy a Bedrock. Renaissance partysorozat végül kinőtte magát egy mix- lemez sorozattá, amelynek tagjai a house zene meghatározó elemeivé váltak, nem kisebb nevek közreműködésével, mint például Dave Seaman vagy Hernan Cattaneo.
Digweed munkásságára jellemző, hogy folyamatosan képes megújulni, szinte utat vezetve az elektronikus zene fejlődési sztrádáján. Zenéjére az ötletesség, az előremutatás, a közönség lázba hozása jellemző. Sokak által a Kiss100 rádióállomáson keresztül vált ismertté, ahol műsoraiban az elektronikus zenei szcéna összes jeles képviselője megfordult már.
Jelenleg John Digweed a legjobbak közé tartozik a szakmában, fellépései során garantált a teltház, és szettjei szinte mindig exkluzivitásnak nevezhetők.
2000-ben szerepelt Greg Harrison független filmjében, a Trendben, ahol önmagát alakította DJ-ként.

## Diszkográfia

### Albumok
- 1994: Journeys by DJ Vol 4 - (Music Unites)
- 1994: Sasha & John Digweed - Renaissance: The Mix Collection (Renaissance)
- 1995: Renaissance - The Mix Collection Part 2 (Renaissance)
- 1996: Sasha & John Digweed - Northern Exposure (Ministry of Sound, Ultra Records)
- 1997: Sasha & John Digweed - Northern Exposure 2 (Ministry of Sound, Ultra Records)
- 1997: The Winning Ticket (Jackpot)
- 1998: Global Underground 006: Sydney] (Boxed)
- 1999: Bedrock (INCredible, Ultra Records)
- 1999: Sasha & John Digweed - Northern Exposure: Expeditions (INCredible, Ultra Records)
- 1999: Global Underground 014: Hong Kong (Boxed)
- 2000: Sasha & John Digweed - Communicate (Ultra Records, Kinetic Records) (Billboard 2001 #149)
- 2001: Global Underground 019: Los Angeles (Boxed)
- 2002: MMII (Bedrock Records) (Billboard Top Electronic Albums #7)
- 2003: Stark Raving Mad (Thrive Records) (Billboard Electronic #9)
- 2004: Layered Sounds (Bedrock Records)
- 2005: Fabric 20 (Fabric) (Billboard Electronic #13)
- 2005: Choice - A Collection of classics (Azuli Records)
- 2005: Layered Sounds 2 (Bedrock Records)
- 2006: Transitions (Renaissance)/(Thrive Records) (Billboard Electronic #16)
- 2007: Transitions 2 (Renaissance)
- 2007: Transitions 3 (Renaissance)
- 2008: Transitions 4 (Renaissance)

### Kislemezek
- 1993: Bedrock - "For What You Dream Of" (Stress Records) (UK #25)
- 1997: Bedrock - "Set In Stone"/"Forbidden Zone" (Stress Records) (UK #71)
- 1999: Bedrock - "Heaven Scent" (Bedrock Records) (UK #35)
- 2000: Bedrock - "Voices" (Bedrock Records) (UK #44)
- 2001: Bedrock - "Beautiful Strange" (Bedrock Records)
- 2002: Bedrock - "Emerald" (Bedrock Records)
- 2003: Bedrock - "Forge" (Bedrock Breaks)
- 2005: Bedrock - "Santiago" (Bedrock Records)
- 2006: Bedrock - "Warung Beach" (Bedrock Records
- 2007: John Digweed - "Gridlock" (Renaissance)

### DVD
- Sasha & John Digweed present Delta Heavy (System Recordings)